# Grand Theft Auto II
Grand Theft Auto II, abbreviato ufficialmente in GTA2, è un videogioco sviluppato dalla DMA Design (oggi Rockstar North) e pubblicato da Rockstar Games, inizialmente per il sistema operativo Windows e per PlayStation nel 1999 e successivamente per Sega Dreamcast e Game Boy Color. È il secondo capitolo della serie di videogiochi Grand Theft Auto. Rockstar offre ora gratuitamente la versione per PC, scaricabile dal sito ufficiale della casa produttrice; originariamente il gioco non era compatibile con Windows XP e le versioni successive, ma successivamente il problema è stato corretto.

## Modalità di gioco
L'attività principale nel gioco è il furto di macchine, sia dai parcheggi che direttamente in strada: Grand Theft Auto significa infatti "furto d'auto aggravato" in linguaggio forense. All'interno degli scenari si possono trovare armi, pillole che possono dare effetti d'invincibilità o di confusione, giubbotti antiproiettili e marchi GTA2 da collezionare per sbloccare livelli bonus. Tali livelli bonus (segnalati nel menù di selezione delle missioni come lettere alfabetiche) consistono in tre diverse prove composte ognuna da 3 livelli di crescente difficoltà:
- Distruzione di furgoni da gelataio a bordo di una vettura armata di Uzi in un tempo limite;
- Esecuzione di 3 giri in vari circuiti, sempre in un tempo limite, investendo nel frattempo le persone presenti sul ciglio della strada;
- Massacro del più alto numero di membri delle varie gang con ogni tipologia di arma in un tempo limite.

La visione è dall'alto (a volo d'angelo). I proiettili sono rappresentati da pixel arancioni e i vari personaggi si riconoscono dal vestito che indossano (vi sono ad esempio i cloni di Elvis in completo bianco, i ladri di automobili in verde e i ladri in rosso).
Complessivamente le meccaniche di gioco sono molto simili a quelle del primo GTA, ma la grafica è molto migliorata (rimanendo comunque piuttosto stilizzata, cosa che gli ha permesso di non andare incontro a problemi riguardanti la violenza tipici della serie GTA) e sono stati ampliati un po' tutti gli aspetti del gioco; in particolare, oltre al complesso sistema di gang e rispetto, sono stati aggiunti i punti ferita e la possibilità di saltare con un apposito tasto. La polizia è ben più organizzata, e all'occorrenza può intervenire anche con gli SWAT o addirittura gli agenti speciali e l'esercito.

### Missioni per le gang
Gli scagnozzi delle gang, oltre a chiamare il protagonista ognuno in modo diverso (rispettivamente Gecko, Jumbo, Kosai, Osso Duro, THG-303, Grasshopper, Rooster e Compagno), gli assegneranno dei lavori da svolgere, lavori che vanno dal furto d'auto alle rapine e omicidi di membri delle gang rivali o delle forze dell'ordine.
In alto a sinistra è presente una barra che indica il rispetto che ha ogni gang per il giocatore, se il rispetto è alto, il giocatore potrà accedere a missioni più difficili e remunerative mentre se il livello sarà sotto zero, non appena il giocatore metterà piede nel territorio rivale verrà attaccato. Nel primo livello le gang si limiteranno ad usare le pistole, mentre nel secondo useranno armi molto potenti come lanciafiamme o molotov.
Il puntatore, rappresentato da una freccia rosa, cambia in due situazioni: la prima è l'esecuzione di missioni (che possono danneggiare la gang avversaria), l'altra è uccidere i membri avversari. Quando si avranno abbastanza punti per completare il livello comparirà una freccia rosa lampeggiante che indicherà il luogo da raggiungere per passare al livello successivo.

### Armi

#### Utilizzabili a piedi
- Pistola
- Uzi con silenziatore
- Fucile a pompa
- Molotov
- Lanciafiamme
- Lanciarazzi

#### Utilizzabili a bordo delle auto
- Autobomba
- Uzi
- Mina
- Taniche d'olio
- Cannone dell'autopompa (munizioni illimitate)

#### Oggetti
- Giubbotto antiproiettile

#### Armi speciali
- Proiettili del carro armato (munizioni illimitate)
- Un'autopompa dotato di lanciafiamme

Per prendere le armi utilizzabili a bordo di un'auto basta andare in un garage dove si dovrà pagare del denaro in base al potenziamento scelto.

### Bonus
Armatura
Questo bonus ci permetterà di subire un numero minore di danni, proteggendoci quindi meglio dagli attacchi delle gang avversarie.
Bustarella della polizia
Se la polizia ci cerca questo bonus ci abbasserà il ricercometro di una stella.
Doppio danno
L'acquisizione di questo bonus raddoppia la potenza delle nostre armi.
Dita elettriche
Con questo bonus le nostre mani diventeranno elettriche e colpiranno chiunque ci stia vicino con delle scariche.
Ricarica rapida
Tutte le armi in proprio possesso spareranno due volte più veloce per un minuto.
Esci di prigione gratis
nel caso in cui finiremo in prigione, questo bonus ci farà uscire senza bisogno di spendere soldi.
Vita
Questo bonus ci permette di recuperare energia nel caso in cui abbiamo subito danni. Lo si troverà sempre davanti agli ospedali.
Gang istantanea (solo multiplayer)
Questo bonus trasformerà istantaneamente quattro civili nelle vicinanze in membri della gang. Verranno equipaggiati con doppie pistole e spareranno a qualsiasi nemico o poliziotto che ci attaccherà.
Invisibilità
Questo bonus renderà il nostro personaggio invisibile per alcuni minuti, permettendoci così di accedere a qualsiasi area inosservati.
Invulnerabilità
Chiamata anche la "God Mode", questo bonus ci permetterà di essere invulnerabili ai danni per un determinato lasso di tempo.
Violenza
Questo è un bonus che ci permette di far partire una missione secondaria in cui dobbiamo far fuori, in un tempo stabilito, un determinato numero di nemici. È necessario per completare il gioco al 100%.
Vita extra
Con questo bonus la vita viene aumentata rispetto al limite massimo. L'effetto però è temporaneo, basterà infatti essere colpito e scendere sotto il tetto massimo normale e la nostra vita tornerà ai limiti di default.
Moltiplicatore
Il moltiplicatore è un bonus che moltiplica la potenza dei nostri colpi in base al numero presente nel moltiplicatore.
Controllo remoto
Questo bonus è disponibile solo in determinate missioni e ci permette di controllare un'auto a distanza. Nel caso in cui il veicolo verrà distrutto noi non subiremo alcun danno.
Rispetto dalle gang
In caso di arresto o di missione fallita, l'uso di questo bonus permetterà di riottenere il rispetto dalle gang perso.

## Ambientazione
Non è ben chiara la data di ambientazione, negli articoli di giornale del sito ufficiale si menziona il 2013, nel manuale viene descritto solamente come "tre settimane nel futuro".
Nonostante il filmato di introduzione riporti New York come luogo di ambientazione, il gioco è ambientato in tutt'altra città col nome di Anywhere City, una città senza norme di igiene e di legge, dove la criminalità è ai massimi livelli e la vita di tutti i giorni è condizionata da ladruncoli da strada, ladri d'auto e gang criminali dove la polizia non riesce a mantenere il controllo delle strade, costringendola a chiedere spesso aiuto agli agenti speciali e all'esercito.

### Settori
Ad Anywhere City ci sono tre settori:

#### Distretto di Downtown
Edifici e luoghi: Grattacieli, uffici, un'università, un porto
Gang: Loonies, Yakuza, Zaibatsu

#### Settore residenziale
Edifici e luoghi: Grattacieli, la prigione di Alma Mater, il quartier generale della polizia, la base dell'esercito, un villaggio Zaibatsu, il Mobile RV Park
Gang: Redneck, Scienziati SRS, Zaibatsu

#### Settore industriale
Edifici e luoghi: Fabbriche, qualche grattacielo, un piccolo villaggio
Gang: Hare Krishna, Mafia Russa, Zaibatsu

### Edifici

#### Chiesa
Unico punto di salvataggio, nella chiesa (punto di partenza di ogni isola) un prete dalla voce irosa chiede 50.000 dollari per salvare l'anima e i progressi del giocatore. Quando si avranno abbastanza punti per completare il livello comparirà una freccia rosa lampeggiante che indicherà il luogo da raggiungere per passare al livello successivo.

#### Gru
Le Gru, oltre ad essere le protagoniste di diverse missioni, sono anche il modo migliore per acquisire soldi e bonus grazie alla rottamazione di un mezzo.
Alcune gru sono accessibili solo durante determinate missioni svolte per conto delle varie gang.

#### Garage
I Garage, formati da quattro diversi "negozi", permettono diverse azioni. Il primo, lo "Smith & Heston", ci permetterà di armare di Uzi il nostro mezzo. Il secondo negozio, il "Red ArmySurplus" armerà il nostro mezzo con un'autobomba o con delle mine, a seconda del garage di cui usufruiremo. Il "Max Paynt" invece ripulirà all"istante il nostro mezzo, azzerando quindi il livello di sospetto. Il quarto e ultimo negozio, "Hell Oil", monterà sul nostro mezzo delle taniche d'olio che potremo lasciar cadere sull'asfalto per liberarci dai nemici.

#### Ospedale
Gli Ospedali sono i luoghi dove potremo risanare la nostra salute sia con che senza l'uso dei bonus.
In ogni ospedale si trova un bonus vita e un mitragliatore con 10 munizioni.

#### Informazioni
I punti Informazioni sono dei telefoni in cui potremo parlare con i nostri contatti con le gangs, le quali ci informeranno di ciò che loro pensano di noi.

#### Telefoni
i Telefoni sono i luoghi dove potremo attivare le missioni per conto delle gang.
Esistono telefoni di 3 colori, verde, giallo e rosso, che indicano il grado di difficoltà della missione e quanto rispetto è necessario per potervi accedere.

## Personaggi

### La Guida
Questo personaggio affetto da calvizie è la nostra guida, e si presenta all'inizio di tutte le città e i distretti spiegandoci le divisioni delle città e le varie informazioni su bonus, armi, rispetto e salvataggi. Se però facciamo qualcosa che a lui non va bene, si arrabbia con noi.

### Le gang
In GTA2 ci sono sette gang che si danno battaglia l'un l'altra, ogni gang controlla una determinata zona della città e sono:

#### Zaibatsu
Boss: Trey Welsh (Downtown), Red Valdez (settore residenziale), Uno Carb (settore industriale)
Mezzo di trasporto: Un'auto nera (detta Z-Type) con una "Z" gialla sul tettuccio
Zone controllate: Zarelli, Omnitron (Downtown), The Village, Zenoton, Cayman (settore residenziale), Sennora, Bayano, Escobar, Lattero (settore industriale)
Dietro a tutte le gang ci sono gli oscuri e misteriosi Zaibatsu. Un'organizzazione immensa, così grande e potente da governare la città da dietro le quinte e di controllarne vari quartieri di ogni settore.

#### Loony
Boss: Elmo
Mezzo di trasporto: Un maggiolino verde (detto Demetia) con uno smiley giallo sul tettuccio
Zone controllate: Sunnyside, Fruitbat (Downtown)
Gli incasinatissimi Loony hanno occupato il manicomio e stanno gradualmente mettendo in pratica la loro bizzarra irriverenza verso il mondo. Amano qualsiasi cosa sia anarchica e divertente e odiano tutte le forme di controllo sociale.
A capo di questo gruppo di gente fuori di testa c'è Elmo, degno esempio di questa gang. Fate molta attenzione quando parla, la maggior parte delle volte è talmente fuori che neanche lui stesso capisce ciò che dice.

#### Yakuza
Boss: Johnny Zoo
Mezzo di trasporto: Una macchina blu (detta Miara) con il simbolo della gang sul tettuccio
Zone controllate: Shiroto, Funabashi, Ukita (Downtown)
Tra le bande gli Yakuza sono famosi per la loro vanità, vogliono le armi più nuove, le macchine più grandi e i vestiti più belli.
A capo degli Yakuza avremo Johnny Zoo, una persona vanitosa e fissata con la tecnologia. Cercherà sempre di primeggiare sulle altre gang non in numero di uomini, ma in potenza e avanguardia delle armi.

#### Redneck
Boss: Billy Bob Bean
Mezzo di trasporto: Un pickup viola con la bandiera degli Stati Confederati d'America sul tettuccio
Zone Controllate: Xanadu, Dominatrix, Largo, Stromberg (settore residenziale)
I Redneck sono dei nazionalisti religiosi, degli autentici bifolchi, che dalla comodità del loro grande complesso di parcheggio per rimorchi odiano tutto e tutti. I Redneck distillano alcool di contrabbando, odiano chiunque non sia come loro e talvolta fanno esplodere qualcosa, normalmente di proposito.
Il capo di questi seguaci texani di Elvis è Billy Bob Bean, una rozza persona amante dei porci e degli esplosivi, attenzione quindi a non rubare mai il suo veicolo, non si sa mai cosa potrebbe scatenarvi contro.

#### Scienziati "SRS"
Boss:Dr. LaBrat
Mezzo di trasporto: una biposto gialla (detta Meteor) con il simbolo della gang sul tettuccio
Zone controllate: Xanadu, Dominatrix, Largo, Stromberg (settore residenziale)
Gli SRS rappresentano un gruppo di scienziati snob e scontenti, che si dedicano ad imporre la loro dubbia mentalità.
Combattono chiunque non creda nella capacità dell'eugenetica, della modifica genetica e dell'eutanasia di creare un mondo migliore. A capo di questi Scienziati completamente pazzi c'è il Dr. LaBrat, un fissato con la completa distruzione degli Zaibatsu.

#### Hare Krishna
Boss: Sunbeam
Mezzo di trasporto: Un autobus giallo (detto Karma Bus) con il simbolo della gang sul tetto
Zone controllate: Tabernacle, Maharishi, Narayana, Vedic Temple (dove si trova la base della gang, settore industriale)
Gli Hare Krishna disprezzano la tecnologia, e infatti rubano armi e macchine per poi demolirle per liberare il mondo dalla minaccia di distruzione della pace.
Il capo di questi monaci-demolitori è Sunbeam. Purtroppo non si sa nulla su questo individuo.

#### Mafia russa
Boss: Jerkov
Mezzo di trasporto: Una berlina rosa (detta Bulwark) con la stella rossa sul tetto
Zone controllate: Krimea, Azari Heights, Lubyanka, Pravda (settore industriale)
I Russi rubano macchine e armi da rispedire a casa, controllano un'immensa operazione di contrabbando di organi e parti umane e dominano inoltre l'importante industria delle uccisioni a contratto. A capo della mafia russa avremo Jerkov, un "roccioso" individuo amante della precisione e della puntualità, attenzione quindi a non arrivare tardi ad un appuntamento con lui o con i suoi uomini.

## Altri media
Il filmato introduttivo è stato ricavato con scene di un cortometraggio della durata di otto minuti diretto dal regista Alex De Rakoff, in cui si vede il protagonista del gioco (interpretato da Scott Maslen) eseguire diversi lavori per alcune delle gang criminali del gioco. Il corto, senza titolo, era stato realizzato a scopo promozionale, ma venne reso pubblico dalla Rockstar solo successivamente.